# 2012 في كندا
فيما يلي قوائم الأحداث التي وقعت خلال عام 2012 في كندا.

## أحداث
- 10 أكتوبر – انتحار أماندا تود

## سياسة

### تعيين في المنصب
- 1 يناير – جون جيمس جرانت نائب حاكم نوفا سكوشا [الإنجليزية]‏.

### انتهاء فترة المنصب
- 1 يناير – مايان فرانسيس نائب حاكم نوفا سكوشا [الإنجليزية]‏.
- 17 سبتمبر – جان شاريه عضو الجمعية الوطنية في كيبك [الإنجليزية]‏.

## رياضة
- 10 يونيو – جائزة كندا الكبرى 2012 الفائز لويس هاملتون.
- 7 سبتمبر – جائزة كيبيك الكبرى للدراجات 2012 الفائزون برونو انجلوا، جريج فان أفرمت، روي كوستا، سيمون جيرانس.
- 9 سبتمبر – جائزة مونتريال الكبرى للدراجات 2012 الفائزون ألكسندر كولوبنيف، لارس بيتر نوردهاوق، مورينو موزر.

## ظهور
- 1 يناير – ماجيك!

## أفلام
من الأفلام التي صدرت هذه السنة في كندا:
- 1 يناير – المرأة ذات الرداء الأسود من إخراج جيمس واتكنز.
- 1 يناير – إن شاء الله من إخراج Anaïs Barbeau-Lavalette [الإنجليزية]‏.
- 1 يناير – ريزدنت إيفل: الجزاء من إخراج بول أندرسون.
- 1 يناير – سايلنت هيل: الوحي 3 دي من إخراج M. J. Bassett [الإنجليزية]‏.
- 1 يناير – لقاءات القبور 2 من إخراج John Poliquin [الإنجليزية]‏.
- 1 يناير – أيام الكلب من إخراج ديفيد باورز.
- 23 مايو – على الطريق من إخراج والتر سالس، سام رايلاي.
- 8 أغسطس – السيد لزهر من إخراج فيليب فالاردو.

## برامج ومسلسلات وأنمي
- فرينج
- البورجياس
- السماوات المتساقطة
- دغراسي: الجيل التالي
- القتل

## موسيقى

### ألبومات
من الألبومات التي صدرت هذه السنة في كندا:
- 14 سبتمبر – قبلة من غناء كارلي راي جيبسن.

## وفيات

### مارس
- 28 مارس – ويليام سامبسون (مواليد 1959) كاتب كندي.

### مايو
- 1 مايو – جون جيمس كينلي (مواليد 1925) سياسي كندي.

### يونيو
- 11 يونيو – آن روثرفورد (مواليد 1917)

### أكتوبر
- 3 أكتوبر – روبرت إف كريستي (مواليد 1916)